# Franz Hartl (Politiker, 1901)
Franz Hartl (* 15. Oktober 1901 als Franz Rammerstorfer in Sankt Gotthard im Mühlkreis; † 15. November 1970 in Linz) war ein österreichischer Gemeindeangestellter und Politiker (ÖVP). Von 1955 bis 1961 war er Abgeordneter zum Oberösterreichischen Landtag. Daneben war er Landesfeuerwehrkommandant von Oberösterreich.

## Leben
Franz Hartl verlor als Kind beide Elternteile und wurde von einem Gemischtwarenhändler in Gramastetten adoptiert. Nach dem Besuch der Pflichtschule absolvierte er eine kaufmännische Lehre. Ab 1924 war er bis zu seiner Pensionierung Gemeindesekretär in Gramastetten.
Schon als Jugendlicher war Hartl Mitglied der Feuerwehr von Gramastetten. Dort war er zunächst Schriftführer; im Alter von 30 Jahren wurde er Feuerwehrkommandant. 1933 wurde er Bezirksverbandsobmann der Feuerwehren im Gerichtsbezirk Ottensheim. Von 1934 bis 1938 war Hartl Kreis-Feuerwehrführer von Urfahr, 1938 auch Bezirksverbandsobmann. Ab 1950 war Hartl Landesfeuerwehrkommandant von Oberösterreich, nachdem er schon zwei Jahre dessen Stellvertreter gewesen war. In dieser Funktion war er maßgeblich am Wiederaufbau und an der Modernisierung der Feuerwehren in Oberösterreich beteiligt. 1954 wurde Hartl zudem Vizepräsident des Österreichischen Bundesfeuerwehrverbandes.
Hartl war verheiratet und hatte vier Kinder.

## Politik
Zwischen 1945 und 1955 war Hartl Mitglied der Zivilverwaltung Mühlviertel, wo er die Referate für Straßenbau und Feuerlöschwesen leitete. 1955 wurde er in den Oberösterreichischen Landtag gewählt, dem er bis 1961 angehörte.